# 離軸光學系統
離軸光學系統 是一種光圈的光軸與光圈的機械中心並不重合的光學系統。這種光圈的光學軸與光圈的機械中心不重合的光學系統。注意：離軸光學系統使用的原則是避免二次光學元件、儀器包裹或感測器遮蔽到主光圈，並且提供儀器套裝軟體或感測器隨時進入焦點。離軸光學系統的工程考量是影像畸變的增量。